# Alan Martin (calciatore)
John Alan Martin (Smallthorne, 23 novembre 1923 – giugno 2005) è stato un calciatore inglese, di ruolo centrocampista.

## Carriera
Dopo aver giocato nelle giovanili dei dilettanti del Nettlebank Villa nel 1941 si trasferisce al Port Vale, diventando professionista; di fatto, per via dell'interruzione dei campionati dovuti alla seconda guerra mondiale, nei suoi primi cinque anni di carriera gioca esclusivamente nei vari tornei disputati in Inghilterra durante il periodo bellico e successivamente nella FA Cup 1945-1946, giocando le sue prime partite nei campionati professionistici inglesi (nello specifico in terza divisione) solamente nella stagione 1946-1947; nel settembre del 1951, dopo complessive 28 reti in 161 presenze in terza divisione con i Valiants, viene ceduto ai rivali cittadini dello Stoke City per 100000 sterline più Albert Mullard.
Con le Potteries nel corso della stagione 1951-1952 gioca stabilmente da titolare in prima divisione, mettendo a segno 2 reti nelle 34 rimanenti partite di campionato; l'anno seguente, conclusosi con una retrocessione in seconda divisione per il club, lo vede invece scendere in campo per 29 volte, con 4 reti segnate. Trascorre poi un ulteriore biennio in seconda divisione nello Stoke, disputando 41 partite in questa categoria per un totale di 104 presenze e 6 reti in incontri di campionato con la maglia del club biancorosso.
Dopo aver trascorso il biennio 1955-1957 giocando a livello semiprofessionistico con i gallesi del Bangor City nel 1957 Martin fa ritorno al Port Vale, nuovamente impegnato in terza divisione; nella stagione 1958-1959 il club gioca nel neonato campionato di quarta divisione, vincendone la prima edizione assoluta; a fine stagione, dopo ulteriori 16 presenze in due anni, Martin lascia nuovamente il club per andare a chiudere la carriera con i semiprofessionisti del Nantwich Town.

## Palmarès

### Club

#### Competizioni nazionali
- Campionato inglese di quarta divisione: 1

Port Vale: 1958-1959